# Titularbistum Famagusta
Famagusta ist ein Titularbistum der römisch-katholischen Kirche. 
Es geht zurück auf ein früheres Bistum der gleichnamigen Stadt auf Zypern, das der Kirchenprovinz Salamis angehörte.
| Titularbischöfe von Famagusta |                                                   |                                  |                   |                    |
| Nr.                           | Name                                              | Amt                              | von               | bis                |
| 1                             | Biagio Pisani                                     | Weihbischof in Capua (Italien)   | 29. November 1895 | 23. April 1897     |
| 2                             | Angelo Maria Meraviglia Mantegazza                | Weihbischof in Mailand (Italien) | 24. April 1897    | 26. September 1902 |
| 3                             | Giovanni Mauri                                    | Weihbischof in Mailand (Italien) | 14. November 1904 | 13. November 1936  |
| 4                             | Paolo Castiglioni                                 | Weihbischof in Mailand (Italien) | 12. Januar 1937   | 19. März 1943      |
| 5                             | Ettore Castelli                                   | Weihbischof in Mailand (Italien) | 8. Mai 1943       | 3. Mai 1945        |
| 6                             | Domenico Bernareggi                               | Weihbischof in Mailand (Italien) | 16. Juni 1945     | 22. Oktober 1962   |
| 7                             | Giuseppe Schiavini Titularerzbischof pro hac vice | Weihbischof in Mailand (Italien) | 28. Juni 1963     | 1. April 1974      |